# Ernst Adolf Theodor Laspeyres
Ernst Adolf Theodor Laspeyres (* 9. Juli 1800 in Berlin; † 15. Februar 1869 in Halle (Saale)) war ein deutscher Rechtswissenschaftler. 

## Leben
Der Sohn des Fabrikbesitzers Johann Ernst Christian Laspeyres und dessen Frau Susanne Friederike (geb. Runneke), stammte aus einem alten Hugenottengeschlecht. Er hatte in seiner Jugend eine Privatausbildung erhalten und besuchte seit Ostern 1818 das Friedrichwerdersche Gymnasium, das damals unter der Leitung von August Ferdinand Bernhardi (1769–1820) stand. Die streng historisch-humanistisch ausgerichtete Ausbildung dieser Schule sollte seinen ganzen Lebensweg begleiten und bereitete ihn für ein Hochschulstudium vor. Am 9. Oktober 1821 bezog er die Universität Berlin, wo er sich für die Vorlesungen von Friedrich Carl von Savigny begeisterte. 
Weitere Studien betrieb er vom 22. Oktober 1821 bis 3. Oktober 1822 an der Universität Göttingen und absolvierte dann seinen Militärdienst in Berlin. Nach Abschluss desselben widmete er sich Privatstudien, die ihm am 23. Dezember 1824 mit der Dissertatio inauguralis canonicae computationis et nuptiarum propter sanguinis propinquiatem ab ecclesia christiana prohibittarum sistens historiam den akademischen Grad eines Doktors der Rechte einbrachten. Am 15. Januar 1825 habilitierte er sich an der juristischen Fakultät der Berliner Hochschule, wo er hauptsächlich über deutsches Kirchenrecht und Privatrecht Vorlesungen hielt. Nebenher machte er Ausführungen über Forstrecht an der 1830 nach Eberswalde verlegten Forstabteilung der Hochschule.
Als er am 23. Januar 1830 zum außerordentlichen Professor der Rechte befördert war, wurde er mit der Kabinettsorder vom 22. März 1831 Nachfolger von Friedrich Bluhme (1797–1874) als ordentlicher Professor für Privat- und Kirchenrecht an der Universität Halle. In seinen Vorlesungen behandelte er die deutsche Rechtsgeschichte, das deutsche Privatrecht, das Kirchenrecht und das preußische Landrecht. Er beteiligte sich auch an organisatorischen Aufgaben der Hallenser Hochschule und war 1837/39 Prorektor der Alma Mater. Nachdem er per Kabinettsbeschluss vom 8. April 1844 von dieser Aufgabe entbunden wurde, trat er eine Professur an der Universität Erlangen an, wo er über deutsches Privat-, Lehn-, Handels- und Wechselrecht, sowie über deutsche Staats- und Rechtsgeschichte seine Studenten unterrichtete. Auch hier wurde er 1845/46 Prorektor der Hochschuleinrichtung.
Bald wurde ihm jedoch durch die Freie Stadt Frankfurt eine lukrative Stelle in Lübeck am Oberappellationsgericht der vier Freien Städte in Deutschland angeboten. Er bat um seine Entlassung aus Bayrischen Diensten, die ihm zum 8. April 1846 gewährt wurde. In Lübeck eingeführt am 12. August 1846, wurde er Rat, entwickelte eine umfangreichere literarische Tätigkeit und engagierte sich auch in kommunalen Angelegenheiten.
Nachdem er im Frühling 1862 einen Schlaganfall erlitten hatte, zog er sich nach Halle zurück, wo er verstarb. 1831 schloss er in Berlin seine Ehe mit Auguste, der Tochter des Christian Friedrich Goedeking (1770–1851). Aus dieser Ehe wurden die Söhne, der Nationalökonom Ernst Louis Etienne Laspeyres (1834–1913), der Geologe Ernst Adolf Hugo Laspeyres (1836–1913) und der Architekt Paul Laspeyres (1840–1881) durch ihre Arbeiten bekannt.

## Schriften
- Über die Entstehung und älteste Bearbeitung der libri feudorum. Berlin 1830
- Lex salica ex variis quae supersunt recensionibus. Halle 1833
- Geschichte und heutige Verfassung der katholischen Kirche Preußens. Halle 1840 (Online)
- System des preußischen Privatrechts zum Gebrauche bei Vorlesungen, im Grundriss entworfen. Halle 1843 (Online)
- Die Rechte des eingebornen Mecklenburgischen Adels. Halle 1844
- Bernardi Papiensis Faventini episcopi summa decretalium. Ratisbonnae 1860
- Die Belehrung Nordalbingiens und die Gründung des wagrischen Bisthums Aldenburg-Lübeck. Bremen 1864 (Digitalisat, British Library)
- Chronicon Slavicum quod vulgo dicitur parochi Suselensis. Lübeck 1865 (Digitalisat)